# I dödens stad
I dödens stad (engelska: The Death Cure) är en bok från 2011 skriven av James Dashner. och är den tredje boken i serien Maze Runner.

### Fotnoter
1. ↑  ”The Death Cure” (på engelska). Worldcat. 19 mars 2011. https://www.worldcat.org/title/death-cure/oclc/698332724&referer=brief_results. Läst 19 november 2015.